# Кружево Бурано

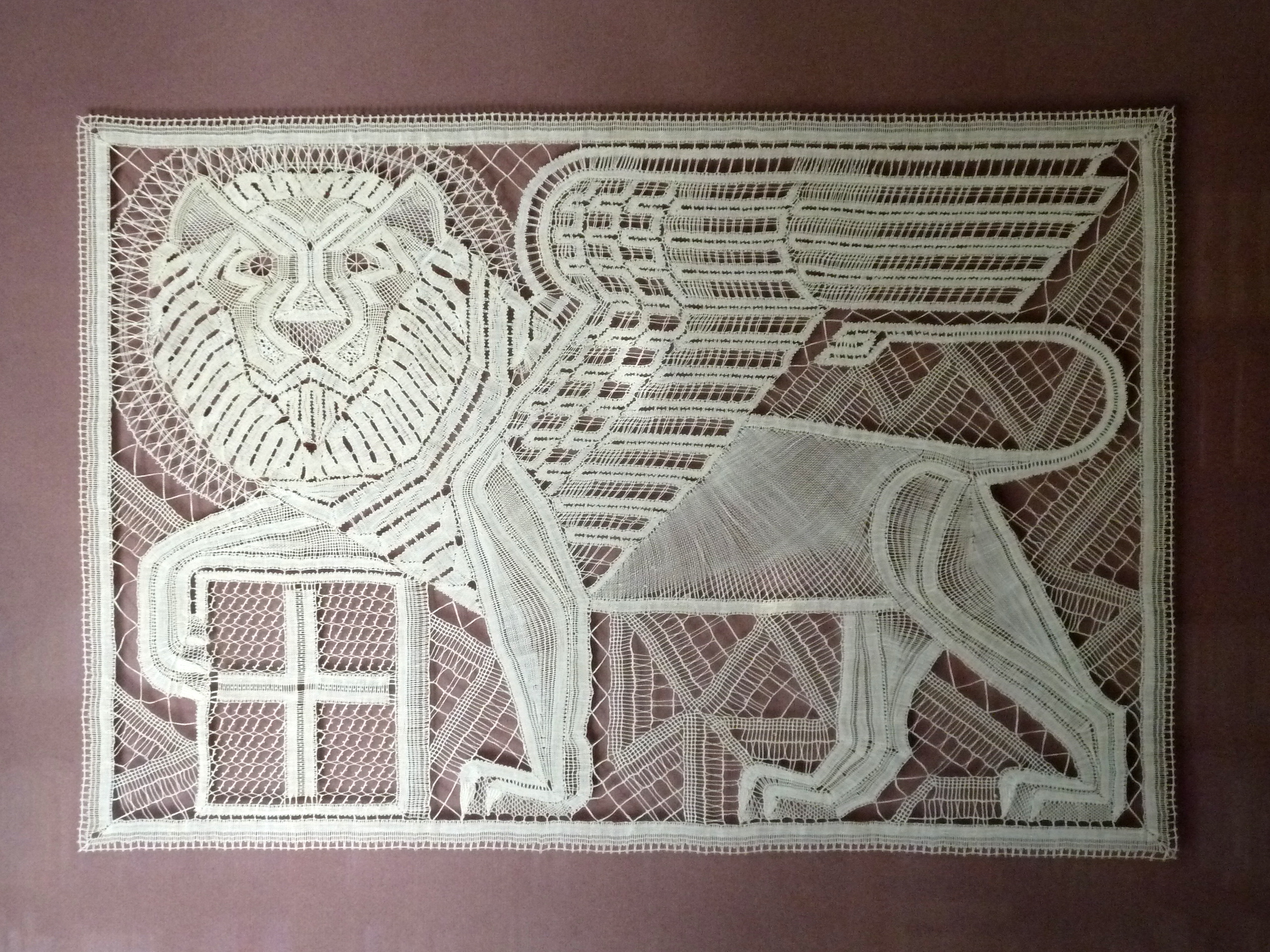
Лев Святого Марко

Кру́жево Бура́но — тип итальянского кружева с многовековой традицией и характерный для острова Бурано в Венецианской лагуне.

## История

### Первые упоминания
История кружева острова Бурано теряется в глубине веков и связана с многочисленными легендами. Некоторые исследователи связывает типичную технологию данного типа кружева с мореходными традициями жителей небольшого острова, связанными с рыболовством и, следовательно, с изготовлением и ремонтом сетей .

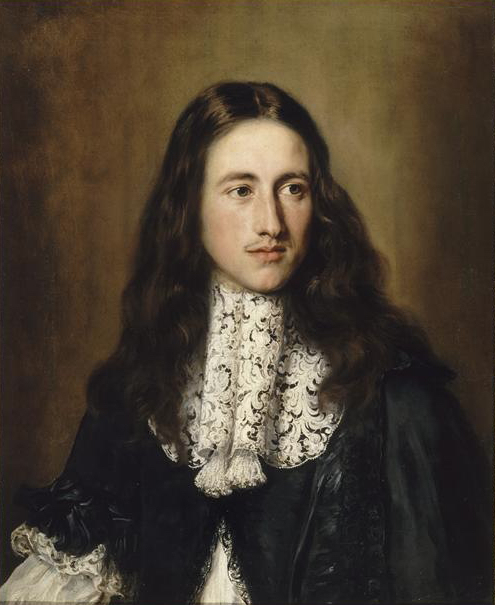
Джейкоб Фердинанд Воэт. Портрет молодого человека из семьи Киджи, около 1670 года

Первые свидетельства расцвета венецианской кружевной торговли относятся к концу XV-го века, сопровождаемому настоящим издательским бумом в Европе и Италии, особенно в Венеции, когда были опубликованы сотни книг, называемых modellari c иллюстрациями схем для кружева и вышивки, созданным величайшими гравёрами и типографами того времени.

### Расцвет кружевной индустрии
Сильный толчок к распространению этого вида мастерства дала догаресса Морозина Морозини, которая в конце XVI века создала в Венеции мастерскую, в которой работало 130 кружевниц. После её смерти мастерская была закрыта, но искусство кружева продолжало культивироваться.
Учитывая большой спрос, кружевницы научились организовывать производство и сбыт венецианского кружева: корпорация Merciai взяла на себя прерогативу, организовав работу в домах, приютах, монастырях, на островах, став, таким образом, в XVII веке (эпоха кружевного бума в Европе) одна из самых богатых гильдий Венеции.
С годами кружево Бурано приобрело международную известность. Редкий и драгоценный товар, он стал частью приданого различных европейских семей первостепенной важности: на коронации Ричарда III короля Англии (22 июня 1483 г.) королева Анна была в богатом плаще, украшенном кружевом Бурано; точно так же кружева покупали различные члены семьи Тюдоров, Катерина Медичи, Бьянка Каппелло и многие другие. Именно благодаря работе Катерины Медичи и — в последующие годы — министра Жан-Батиста Кольбера, некоторые кружевницы переехали во Францию: через несколько лет кружевниц Бурано стало более 200 человек, обучающих своему искусству французских коллег.
В День коронация (14 мая 1643 г.) Людовика XIV носил кружевной воротник, сделанный кружевницами из Бурано, на изготовление которого потребовалось два года.
В 1665 году узор пунта ариа, типичный для кружева Бурано, стал пунта де Франс, таким образом, начав очень сильную конкуренцию продуктам Бурано. К этому добавились высокие импортные пошлины, которые, хотя и нанесли коммерческий ущерб, не помешали процветанию кружева Бурано.
В начале XVIII века в венецианской мастерской «Раньери и Габриэлли» работало около 600 кружевниц. Но конец Венецианской республики (1797 г.) совпал с началом медленного кризиса: производство кружева стало исключительно семейным делом, и число кружевниц начало сокращаться.

### XIX век
Зимой 1872 года, благодаря интересу графини Андрианы Марчелло и Паоло Фамбри, было решено попытаться возродить древнюю традицию кружева Бурано с главной целью облегчить печальное экономическое положение острова. Пожилую кружевницу по имени Винченца Мемо, известную как Ченсия Скарпариола, которая была последней хранительницей всех секретов искусства, попросили передать их учительнице начальных классов Анне Беллорио д’Эсте, которая, в свою очередь, передала их своим дочерям и группа девушек.
Таким образом, Школа кружев Бурано родилась в старинном дворце подеста, который благодаря приказам графини Марчелло и ряда опрошенных ею дворянок, включая принцессу Саксонии, герцогиню Гамильтон, графиню Бисмарк, принцесса Меттерних, королева Голландии и королева Маргарет — заставили работу и торговлю снова процветать.
В 1875 году в Кружевной школе уже было более 100 учеников.
Школа работала по шесть часов в день зимой и по семь летом. Девочек приняли в 12 лет, после шести лет домашнего обучения. В 18 лет их переводили в группу опытных рабочих до замужества, и работу они выполняли на дому.
По списку сдельщиков 1876 года кружевницы делились по операциям: Ордидура, Рете, Гипюр, Рельеф и Набивка, Стелле, Пикко, Отряд, Чистка, Союзы .
В 1901 году было семь рабочих групп: Ордидура, Рете, Гипюр, Рельеф, Чистка, Переделка . Седьмая фаза — Союзы — всегда выполнялась дома, лучшими работниками каждой фазы.

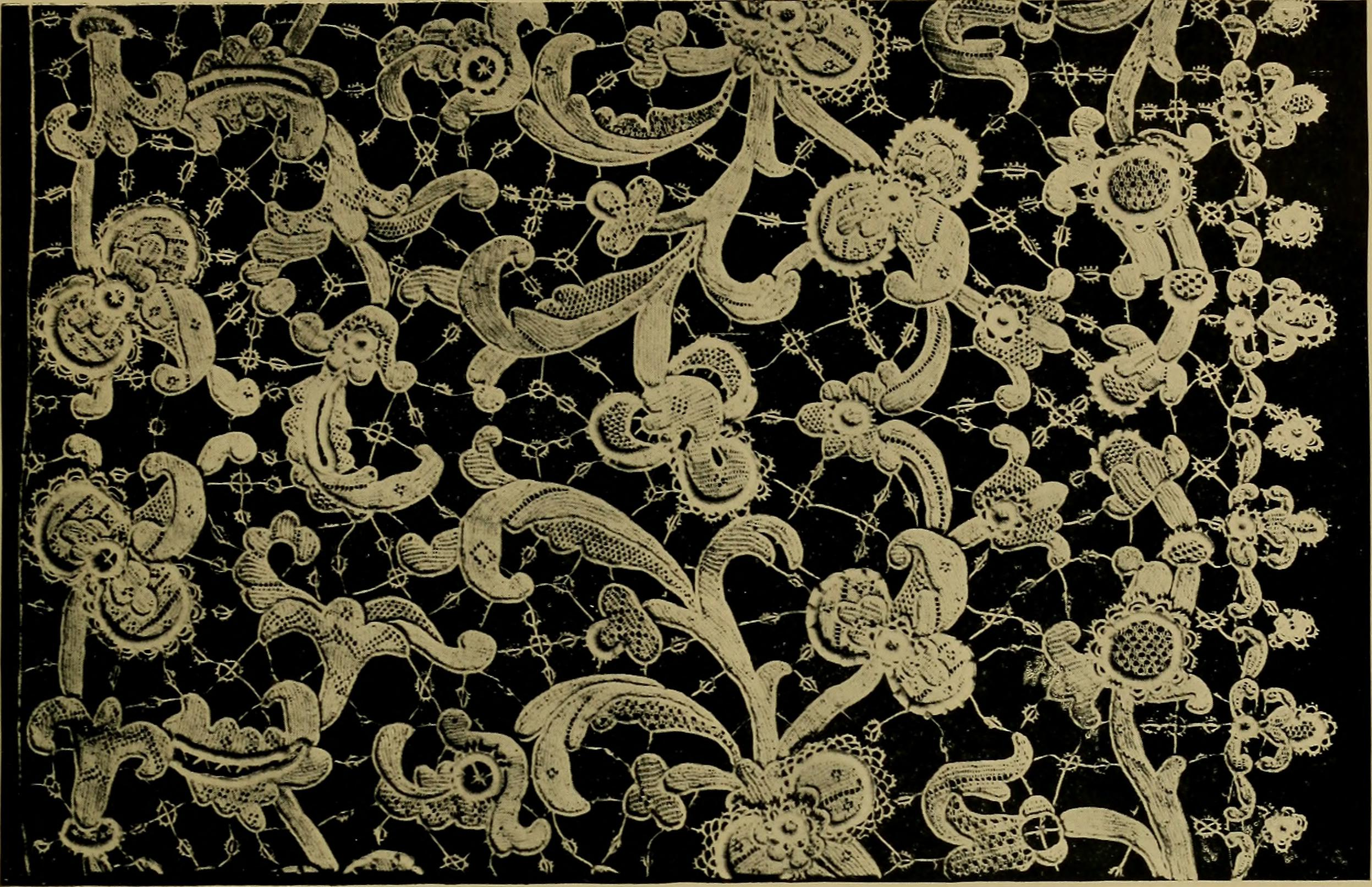
1902

Графиня Марчелло умерла в 1893 году, оставив сыну задачу продолжить его дело. Производство школы продолжало расти до Первой мировой войны и оставалось высоким до 1930-х годов, а затем медленно снижалось в последующие десятилетия. Кружевная школа была окончательно закрыта в 1970 году. Производство продолжалось в частном порядке, в том числе благодаря рождению ряда местных магазинов.

### Современность
В настоящее время крайняя техническая сложность изготовления лучших изделий и их долгая или очень долгая вынашивание (для создания большой плотно вышитой скатерти требуется работа десяти кружевниц в течение трёх лет), с одной стороны, вызвали колоссальный рост цен, с другой стороны, благоприятствовал поиску более быстрых методов кружеплетения в ущерб качеству.

## Музей кружева Бурано

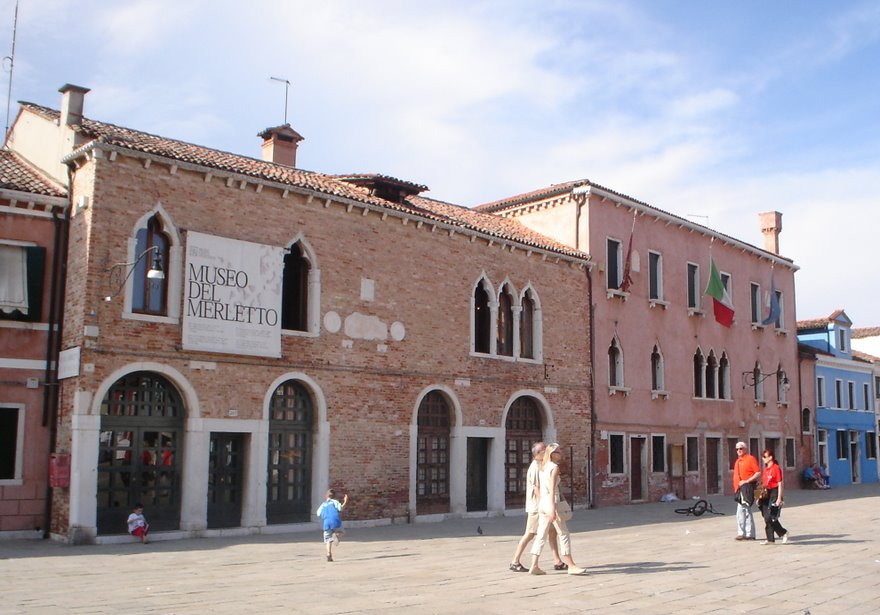
Музей кружева на площади Галуппи в Бурано

В 1978 году венецианские государственные органы (Муниципалитет, провинция, Торговая палата, Совет по туризму, Автономный совет по туризму) присоединились к Фонду Андрианы Марчелло в «Консорциум кружев Бурано», чтобы возродить и заново развить искусство кружева. Поэтому в 1981 году на месте старой школы был создан Музей кружева, где проводились различные курсы профессионального обучения и важные исторические выставки.
После роспуска Консорциума (1995 г.) Фонд Андрианы Марчелло передал музей в аренду муниципалитету Венеции. Дворец и коллекции впоследствии подверглись длительному периоду реставрации, реорганизации и переоценки, который закончился новым открытием музея 25 июня 2011 года.
В Музее кружева Бурано выставлено более двухсот уникальных предметов из школьной коллекции, созданных между XVI и XX веками. В музее также хранится школьный архив и другие документы и произведения искусства, связанные с кружевоплетением в Венеции.
Среди экспонатов, представленных на выставке, особого внимания заслуживают следующие:
- Воротник третьей четверти XVII века, выполненный иглой с лиственным швом.
- Два веера XIX века из перламутра и слоновой кости, выполненные иглой стежком Бурано.
- Центральное украшение конца XIX века, выполненное иглой розовым стежком.
- Большая скатерть первой половины XX-го века, сделанная иглой и тканью венецианским стежком и рельефным стежком-накидкой.

Внутри музея можно увидеть кружевниц за работой и приобрести изготавливаемые здесь изделия кружевоплетения, сопровождаемые сертификатом подлинности.

## Техника

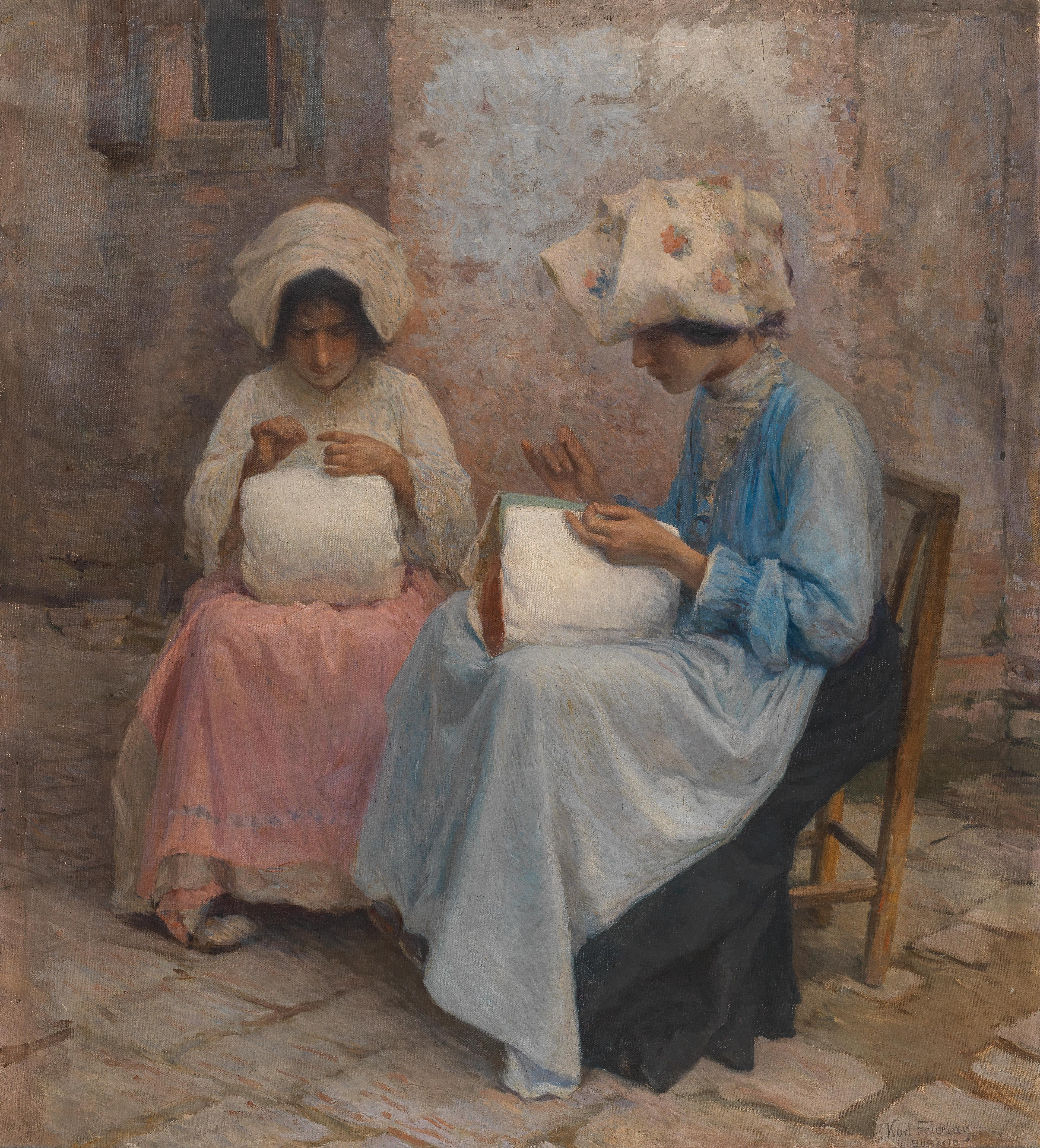
Кружевницы Бурано

Техника, характерная для кружевной школы Венеции и Бурано, представляла собой рунто ариа, выполняемая с использованием только иглы и нити, без какой-либо поддержки. На протяжении веков использовались различные стежки, некоторые из них были изобретены кружевницами из Бурано. Среди них — пойнт Венеция (названный так потому, что напоминает мосты города), пойнт Бурано (сетка, сделанная из очень тонкой нити, напоминающая сети рыбаков острова), игольчатый пойнт, розовый пойнт, мыс-пойнт и другие. Для кружева бурано характерно строгое шитьё: оригинальные бурановские кружева отличаются чрезвычайной сложностью рисунка и техникой исполнения, использованием очень тонких нитей (хлопчатобумажных, льняных, шёлковых, золотых или серебряных) и, как следствие, изготовление традиционного кружева — весьма длительный процесс. Некоторые изделия изготавливались десятилетиями, в несколько этапов. По этой причине цены на кружева Бурано могут достигать тысяч и даже десятков тысяч евро за одно изделие. Существует также торговля поддельными кружевами Бурано, которые продаются по более низким ценам, однако отличаются качеством, очень далёким от оригинала, что побудило Консорциум кружев Бурано потребовать принятия регионального закона об установлении гарантийного знака, но это предложение не было реализовано. Работа на коклюшках, гораздо более быстрая и технически менее требовательная, вместо этого стала типичной — в Венецианской лагуне — для кружева Пеллестрина.
Для изготовления игольного кружева подготавливается рисунок и последовательно накладывается основа для кружевоплетения, состоящая из двух слоёв ткани, трёх листов соломенной бумаги, листа с рисунком и листа жиронепроницаемой бумаги, наложенных друг на друга. Края рисунка обшиваются двойным беговым стежком, который когда-то выполнялся вручную, а сегодня в основном машинным способом. На этом этапе создаётся кружевной уток, называемый «гипур» (диалектная транслитерация от французского «гипюр»), выполняемый с помощью серии стежков различных типов: «сакола» (петельный стежок в очередь делится на подпункты, называемые «sacola ciara» или «sacola fissa»), «formigola», «греческий», «redin» и так далее. Затем обрабатываются соединения, связывающие промежутки между фигурами, с использованием ещё других типов стежков, таких как вышеупомянутая «Венеция», «Бурано» и так далее. Затем работа обводится рельефом (гладким или толстым), чтобы создать глубину в некоторых местах кружева: затем более толстая нить фиксируется мелкими стежками очень тонкой нитью по контурам рисунка. В качестве альтернативы или в дополнение к рельефу можно использовать металлическую проволоку, которая затем сгибается из тканевой проволоки. В определённых точках кружева можно сделать фестоны. В конце работы отделяют, разрезая нить основы между бумагой и тканью, и очищают кружево от оставшихся фрагментов основы пинцетом.